# Lance Stephens
Gerald Gordon Stephens, detto Lance (Port Kells, 20 febbraio 1937 – White Rock, 3 aprile 2002), è stato un cestista canadese.

## Carriera
Con il Canada ha disputato due edizioni dei Campionati mondiali (1959, 1963) e i Giochi panamericani di San Paolo 1963.